# Chrastné
Chrastné (Hongaars: Abaújharaszti) is een Slowaakse gemeente in de regio Košice, en maakt deel uit van het district Košice-okolie.
Chrastné telt 417 inwoners.